# جون كاستال
جون كاستال (بالإنجليزية: John Castle )‏ (و. 1940  م) هو ممثل أفلام بريطاني، بدأ مشواره المهني سنة 1966.

## التعليم
تعلم في الأكاديمية الملكية للفنون المسرحية، في تخصص تمثيل (حتى 1964)، وكلية الثالوث في دبلن.

## وصلات خارجية
- جون كاستال على موقع IMDb (الإنجليزية)
- جون كاستال على موقع روتن توميتوز (الإنجليزية)
- جون كاستال على موقع ألو سيني (الفرنسية)
- جون كاستال على موقع ميوزك برينز (الإنجليزية)
- جون كاستال على موقع أول موفي (الإنجليزية)
- جون كاستال على موقع قاعدة بيانات برودواي على الإنترنت (الإنجليزية)
- جون كاستال على موقع قاعدة بيانات الفيلم (الإنجليزية)